# LG GT540
LG GT540 Optimus — смартфон компании LG Electronics на базе операционной системы Google Android, выпущенный в 2010 году. Первая модель в линейке Optimus, которая также включает модели LG Optimus One Google, LG Optimus Link, LG Optimus Chic, LG Optimus Z, LG Optimus 7 и LG Optimus 7Q. LG GT540 ориентирован на работу в социальных сетях и позиционируется компанией как смартфон начального уровня. Устройство оптимизировано для пользователей, которые ещё не имеют опыта работы со смартфоном.
Впервые LG GT540 был представлен на Consumer Electronics Show в Лас-Вегасе в январе 2010 года.
В списке лучших телефонов 2010 года по версии сайта Mobile-Review в номинации «Массовость и Инновации» LG GT540 занял второе место.

## Краткое описание
Данная модель смартфона выполнена в классическом корпусе, но без клавиатурного блока, что придает устройству сходство со слайдером. Набирать сообщения и вводить телефонные номера можно с помощью сенсорного экрана, который занимает большую часть лицевой панели. Экран выполнен по резистивной технологии и позволяет выводить от трех до семи рабочих столов c ярлыками наиболее часто используемых приложений и тринадцать типов виджетов (новости, прогноз погоды и др.)
Меню LG GT540 содержит до 10 редактируемых категорий и внешне напоминает стандартный интерфейс Android. Помимо предустановленных приложений, с помощью сервиса Android Market можно покупать и загружать в телефон новые программы и игры. В смартфоне установлен интернет-пакет с приложениями Google, которые становятся доступны после авторизации. Клиентское приложение LG для работы в социальных сетях позволяет отслеживать свои учетные записи на популярных сетевых сервисах (Facebook, Twitter, Bebo, «ВКонтакте» и «Одноклассники»).
Вывод обновленной информации с этих сайтов в режиме реального времени обеспечивают виджеты Social Networking System (SNS), которые не требуют доступа к каким-либо другим приложениям.
LG GT540 поддерживает многозадачность, что позволяет одновременно просматривать обновления на социальных сайтах и пользоваться адресной книгой или другими функциями телефона. Встроенный медиаплеер воспроизводит видеоформаты DivX и Xvid без предварительного конвертирования, а трехмегапиксельная камера оснащена функциями Auto Face-Tagging и Face-To-Action для обмена мультимедийным контентом. Поддерживаются технология привязки фотографий к географическому положению и приложение для видеомонтажа с функцией раскадровки.
Навигация по мультимедийным файлам отображается в виде трехмерной галереи миниатюр. LG GT540 также оснащен стандартным 3.5-мм аудиоразъемом для наушников и модулем Bluetooth 2.1. Смартфон поддерживает карту памяти microSD емкостью до 32 ГБ и оснащен аккумулятором на 1500 мА/ч, благодаря которому устройство работает до 250 минут в режиме разговора и до 350 часов в режиме ожидания.
LG GT540 работает под управлением ОС Android 1.6 Donut. Прошивка на Android 2.1 Eclair для Балтики вышла 28 сентября 2010 года, для СНГ на следующий день, 29 сентября. Обновление операционной системы доступно на Официальном сайте LG Electronics.
Прошивка на Android 2.1 отличается оптимизированной скоростью работы, обновленным пользовательским меню и веб-браузером с поддержкой HTML5, а также расширенными функциональными возможностями и поддержкой Microsoft Exchange (для корпоративных пользователей).

## Дизайн

Пример домашнего экрана. Изображение на фоне может отличаться.

Для работы над дизайном GT540 была привлечена команда специалистов, создавшая внешний облик телефона LG Viewty. В этот раз им предстояло разработать дизайн смартфона, который бы отличался простотой использования и функциональностью, и выглядел стильно и современно. Работа проектной группы продолжалась целый год — с мая 2009 по апрель 2010. В качестве основной концепции дизайнеры предложили использовать темы оформления мужских и женских ароматов, а также восточный стиль «дзен».
Чтобы добиться симметрии линий динамика, клавиш и корпуса смартфона, их контуры подбирали практически вручную. В результате был разработан дизайн, который мог бы понравиться широкому кругу пользователей. Его отличительными чертами стали плавные линии, закругленные углы и особая вогнутая форма верхней и нижней граней устройства. Кроме приятного визуального эффекта, такая форма обеспечивает также удобный захват рукой, необходимый для комфортной работы с сенсорным экраном.
Цвет корпуса LG GT540 Optimus определили итоги опроса, проведенного в 14 странах мира. Для мужской аудитории был выбран чёрный, а для женской — соответственно розовый и белый цвета.
В конце сентября 2010 года французский иллюстратор Анджелина Мелин предложила собственное видение дизайна LG GT540 Optimus. Эксклюзивная модель от Анджелины выполнена в розовом цвете и оформлена в стиле Мелин: заднюю панель, заставку на экране устройства и его упаковку украшают рисунки художницы.